# Raffaele Rubattino
Raffaele Rubattino (Genova, 10 ottobre 1810 – Genova, 2 novembre 1881) è stato un imprenditore e armatore italiano.
È stato un capitano d'industria ed uno dei padri storici dell'armamento navale commerciale italiano che prese le mosse dal porto di Genova.

## Biografia
Raffaele Rubattino nasce a Genova il 10 ottobre 1810. La famiglia appartiene alla borghesia mercantile; la madre era una Gavino; inoltre la famiglia era imparentata con Bianca Rebizzo. Raffaele mostra una iniziale inclinazione per la filosofia. Presto una serie di sventure familiari modifica la sua vita. Muoiono in poco tempo genitori e sorella; Raffaele si dedica al mondo degli affari, ma mantiene le giovanili amicizie con persone impegnate nelle vicende del Risorgimento.
Era legato da una stretta amicizia soprattutto con Jacopo Ruffini. Esteriormente però non manifestò un'appariscente attività politica, benché abbia aspirazioni progressiste, sino alla morte avvenuta nel 1881.
È sepolto a Genova nel cimitero monumentale di Staglieno.

## Attività

### Le prime attività imprenditoriali
Si dedica inizialmente al settore assicurativo e nel 1837 fonda la Compagnia Lombarda di Assicurazione Marittima. Questa impresa è frutto della prima intuizione del giovane imprenditore, infatti Rubattino capisce che i capitali genovesi sono insufficienti per realizzare delle grandi imprese e bisogna cercare capitali all'estero, nel vicino Lombardo-Veneto. Perciò, come testimonia anche il nome della società, i capitali milanesi erano maggioritari nella nuova compagnia assicuratrice.
Nel 1840 la compagnia assicuratrice si trasformò in compagnia di navigazione e qui si rivelò la seconda e più importante intuizione di Rubattino: puntare sulla navigazione a vapore (la "pironavigazione", come recita l'iscrizione sul suo monumento) in un'epoca in cui in Italia si navigava ancora a vela.
Ancora nel campo dei trasporti nel 1841 Rubattino istituisce un pubblico servizio di tram a cavalli per congiungere Sampierdarena a Ponte Pila, intuendo la necessità di più veloci collegamenti tra Genova e il nascente polo industriale di Sampierdarena.
Nel 1842 fonda un'impresa per la vettura corriera tra Genova e Milano; a questa si associano i parenti G.B. Gavino e Lazzaro Rebizzo: è il primo servizio giornaliero fra le due città.

### L'attività armatoriale
Sull'esempio di quanto avevano fatto a Trieste i fondatori del Lloyd Austriaco, passa dalle attività nel campo dell'assicurazione marittima alla costituzione di una società di navigazione a vapore che prende il nome da lui. Nel 1838 fondò questa prima società di navigazione, il cui nome era inizialmente De Luchi, Rubattino & C. e che nel 1844 divenne Compagnia Rubattino. Nei primi anni, per fare esperienza, la De Luchi, Rubattino & C. si limita a fare da accomandataria al piroscafo Colombo sulla linea Genova-Livorno.
Nel 1839 la Società in accomandita per la navigazione a vapore sul Mediterraneo inizia il collegamento tra Marsiglia e Napoli, passando dal capoluogo ligure, Livorno e Civitavecchia. Rispetto al viaggio in diligenza sullo stesso percorso i tempi erano dimezzati e il prezzo era meno di un terzo; rispetto al viaggio in veliero, non si era soggetti alla casualità dei venti che potevano ritardare il viaggio. Anche in questa società la maggioranza del capitale era sottoscritta da milanesi.
Il primo piroscafo della società viene patriotticamente chiamato Dante, il secondo Virgilio.
Tre anni dopo l'inizio dell'attività, nel 1841, poteva disporre di quattro navi a vapore (pironaviglio), tra cui gli innovativi Polluce e Castore, che ponevano la società fra le prime operanti sul mar Mediterraneo. Supera nel 1841 la sventura della perdita del piroscafo Polluce, affondato a causa della collisione (probabilmente un arrembaggio per rubarne il ricco carico) con un vapore di una compagnia napoletana. Poiché l'ex-assicuratore Rubattino non aveva assicurato le navi, il danno economico è pesante e la perdita di fiducia degli azionisti inevitabile.
Nonostante il dimezzamento del capitale sociale, la De Luchi & Rubattino si riprese e anzi la flotta venne incrementata, e nel 1847 arrivò ad avere sei unità, con l'acquisto del Lombardo e del San Giorgio. Per evitare eccessivi costi fissi, la compagnia di navigazione cominciò inoltre a prendere a noleggio dei piroscafi nei mesi di maggior traffico, utilizzando la sola flotta di proprietà nei mesi di minor lavoro.
Rubattino fu un pioniere anche nell'attenzione al trattamento dei passeggeri: infatti ordinò agli ufficiali e ai marinai, nelle ore di riposo, di tenere compagnia ai passeggeri, in modo che il viaggio non fosse noioso. Comprese che la neonata navigazione passeggeri doveva avere le caratteristiche di una "locanda" e perciò arruolò un maestro di casa, che si occupasse della cura dei passeggeri e della "trattoria" (ristorazione a bordo).

#### I travagliati anni cinquanta
All'inizio del nuovo decennio la compagnia di Rubattino era la terza più grande flotta mercantile italiana dopo quelle del Lloyd Austriaco e dell'Amministrazione della Navigazione a vapore del Reame delle Due Sicilie.
A imitazione di quanto accadeva fuori d'Italia, Rubattino pensò che un modo per espandere l'attività fosse quello di stipulare delle convenzioni per il servizio postale, che assicuravano un minimo garantito sulle rotte convenzionate. 
Conseguentemente, nel 1851 la compagnia iniziò a collegare regolarmente Genova e la Sardegna, servizio esteso due anni dopo a Tunisi. Il servizio era convenzionato con lo stato sabaudo per il servizio postale.
Nel 1852 Rubattino, in società con Carlo Bombrini e altri, fondò la Compagnia Transatlantica in Genova per esercire con sovvenzioni statali le rotte di New York e Buenos Aires, che fino a quel momento erano percorse da compagnie straniere già sovvenzionate dallo stato sardo.
Tuttavia nel 1856 la Transatlantica distribuì dividendi eccessivi e varò un aumento di capitale troppo ambizioso. Intanto il servizio di linea non era ancora iniziato perché le navi erano state noleggiate al governo francese per la Guerra di Crimea. Nel 1857 il Senato respinse l'ennesima richiesta di proroga dell'inizio del servizio di linea e l'anno successivo la Transatlantica fu posta in liquidazione.
Nel 1859 Rubattino fu costretto a vendere le sue proprietà immobiliari per ripianare i debiti verso la compagnia di navigazione. Rimanevano i pesanti debiti verso le banche e sembrava che dovesse mettere in liquidazione anche la Società Rubattino. Le banche ottennero di estrometterlo dalla società e Rubattino divenne rappresentate per il Regno di Sardegna di alcune assicurazioni francesi.

#### L'Unità d'Italia
Il ristabilimento delle sorti di Rubattino fu dovuto ad un evento imprevedibile: Garibaldi e i Mille s'impadronirono dei piroscafi Piemonte e Lombardo per salpare verso la Sicilia. Rubattino, ancora escluso dall'azienda, riteneva che dietro l'operazione ci fosse il procuratore nominato dalle banche per gestire la compagnia, Giovanni Battista Fauché.
Proprio la vicenda dei piroscafi usati da Garibaldi ed affondati nel corso degli eventi bellici, convinse le banche a revocare la procura a Fauché e a restituire la guida dell'impresa a Rubattino perché negoziasse il risarcimento del naviglio da parte del governo. Grazie all'intercessione di Garibaldi, Bixio e Agostino Bertani riuscì a ottenere un buon indennizzo che permise di pagare un terzo dei debiti della società.
Dopo l'unità d'Italia si ripropose la questione delle linee postali sovvenzionate, ovviamente su scala molto maggiore. Quella di Rubattino fu una delle tre compagnie che ottennero tali appalti pubblici, insieme all'altra compagnia genovese Accossato e Peirano ed alla palermitana Società dei vapori postali di Florio. Grazie alle sovvenzioni statali queste compagnie quadruplicarono il tonnellaggio del naviglio a vapore italiano in quattro anni.
Con lo sviluppo delle ferrovie in tutta la penisola le linee di cabotaggio lungo le coste divennero inutili ed infatti nel 1872 il governo decise di non prorogare i servizi postali sovvenzionati lungo tali rotte. La reazione delle compagnie di navigazione a questo cambiamento fu diversa. La Peirano si ostinò a proseguire nel servizio finché nel 1877 fu messa in liquidazione. Invece Rubattino cercò altri sbocchi e fu uno dei primi armatori italiani ad intuire l'importanza di rotte commerciali verso il Medioriente.

#### Le rotte del Medioriente
Negli anni sessanta dell'Ottocento le linee di comunicazione a vapore, ferrovie e piroscafi, avevano raggiunto la maturità e stavano rimuovendo gli ostacoli naturali sul loro cammino attraverso opere ingegneristiche per l'epoca "titaniche". L'Italia si trovava al centro dell'area coinvolta da questi lavori, infatti nelle Alpi erano in corso i lavori di perforazione delle gallerie ferroviarie del Frejus e del San Gottardo, che sarebbero stati aperti rispettivamente nel 1871 e nel 1882. D'altra parte nel 1869 fu ufficialmente inaugurato il Canale di Suez che congiungendo direttamente il Mediterraneo ed il Mar Rosso, permetteva di abbreviare notevolmente la rotta dell'India (strategica per l'Impero britannico) e dell'Estremo Oriente.
Rubattino capì che lo scenario era cambiato e che se voleva sopravvivere come armatore, doveva inserirsi in un contesto ormai internazionale.
Così nel luglio 1868 inaugurò la linea Genova-Livorno-Alessandria-Porto Said. L'armatore genovese iniziò il servizio prima che il governo decidesse a chi assegnare le sovvenzioni statali su tale linea. In questo modo mise il governo di fronte al fatto compiuto e riuscì, anche grazie all'amicizia di Garibaldi, Balduino e Bombrini, ad ottenere la convenzione postale a scapito degli altri concorrenti. Questa operazione permise a Rubattino di alleggerire il pesante indebitamento che si trascinava dal fallimento della Transatlantica.
Nel 1870 la linea di Alessandria fu estesa fino a Bombay: era la prima volta che un piroscafo italiano arrivava in India.

#### Verso la fusione
Negli anni settanta dell'Ottocento la situazione debitoria della compagnia di Rubattino tornò critica e solo la protezione di Bombrini e Balduino permise un nuovo salvataggio: nel 1873 la società in accomandita semplice fu nuovamente commissariata dalle banche creditrici.
Nello stesso 1873, proprio al fine di risolvere definitivamente la situazione della Rubattino, le banche iniziarono a proporre la fusione fra le due maggiori compagnie di navigazione italiane, quella di Rubattino e le Flotte Riunite Florio. Intanto, anche a causa della crisi economica del 1873, le concorrenti minori chiudevano o fallivano. Nel 1877 le due compagnie possedevano quasi i tre quarti del tonnellaggio a vapore italiano ed erano interessate a trattare la fusione, ma non trovavano un accordo. 
Intanto, nel 1874, Rubattino attivava una linea tutta tunisina, la Tunisi-Susa-Monastir-Sfax, nel 1877 apriva la linea per Singapore e nel 1878 iniziava ad operare il cabotaggio dei porti del Mar Rosso. Per gestire tutte queste linee era arrivato a possedere trentun piroscafi. 
Nel 1877 inaugurò anche il servizio triangolare Tunisi-Malta-Tripoli.
Nel 1880 la linea dell'Oceano Indiano faceva scalo a Porto Said-Aden-Bombay-Calcutta-Colombo-Point-de-Galle-Penang-Singapore-Batavia.

#### La fusione con Florio
All'inizio degli anni ottanta dell'Ottocento la situazione debitoria della compagnia di Rubattino rimaneva irrisolta. Sul fatto che si dovesse procedere alla fusione della compagnia con la Flotta di Ignazio Florio erano d'accordo sia i due armatori interessati, sia i banchieri che ne curavano gli interessi, Bombrini e Balduino: si trattava di stabilire le modalità della fusione e soprattutto la composizione della nuova compagnia.
La prima mossa necessaria, quella a cui Rubattino si era sempre opposto, fu la trasformazione nel 1880 della sua compagnia da società in accomandita semplice a società in accomandita per azioni. Il capitale fu sottoscritto per il 42% da investitori lombardi e veneti guidati dalla Banca Generale, per il 25% da banchieri svizzeri, per il 10% da azionisti torinesi, per il 9% da Rubattino, per il 6% da altri soggetti genovesi, per il 5% dal Credito Mobiliare.
Finalmente, il 4 settembre 1881 fu costituita a Genova la Navigazione Generale Italiana (Società riunite Florio e Rubattino), il cui capitale sociale era ripartito per un 40% agli ex-soci della Rubattino, un altro 40% agli ex-soci della Flotta Florio, e per il restante 20% al Credito Mobiliare.

### Altre attività imprenditoriali
Rubattino accanto all'attività marittima ebbe partecipazioni rilevanti anche in imprese di altri settori. Ad esempio nel 1852, quando aveva iniziato il collegamento navale con la Sardegna era diventato socio della Compagnia delle Saline della Sardegna
Tuttavia, la più importante delle partecipazioni di Rubattino, derivava dalla sua attenzione per la crescente importanza dell'industria pesante.
Infatti, insieme a Giovanni Ansaldo e al banchiere Carlo Bombrini, fu fra i soci fondatori delle officine Ansaldo di Sampierdarena.

## L'attività politica
Rubattino fu anche un fervente patriota dell'unità d'Italia. Fu amico personale di Cavour, di Nino Bixio col quale condivide l'estensione delle attività marittime italiane sui mari; con Giuseppe Biancheri, Paolo Boselli.
Fornì prima a Carlo Pisacane (non ci sono prove a proposito e dal processo tenutosi a Salerno nel 1857 non emersero) e poi a Giuseppe Garibaldi le navi per le spedizioni nel Mezzogiorno d'Italia, fra cui la storica spedizione dei Mille. In questo caso il suo apporto alla causa volle rimanere segreto almeno in apparenza, per non indebolire la sua attività industriale. Pertanto nel caso di Pisacane con il piroscafo Cagliari come in quello della spedizione dei Mille di Garibaldi con il Piemonte e il Lombardo, si finse un furto di nave. Da qui le accuse di essersi mosso per esclusivi interessi personali anziché per idealismo.
I piroscafi Piemonte e Lombardo, di sua proprietà, che rappresentavano l'innovazione nella navigazione, con il passaggio dalla vela al piroscafo a vapore, furono acquisiti attraverso la mediazione di un dipendente della compagnia, Giovanni Battista Fauché. In seguito, a Unità Italiana realizzata, il garibaldino e genero di Garibaldi Stefano Canzio rivestì un incarico presso la Società Generale Italiana di Navigazione.
Dopo la "rivoluzione parlamentare" che portò al potere la sinistra storica di Agostino Depretis, Rubattino si candidò nelle file del nuovo schieramento di governo alle elezioni del 1876. 
Venne eletto deputato nella XIII legislatura del Regno d'Italia. 
Quando nel 1880 Rubattino fu proposto per la nomina a senatore del regno, non poté essere nominato, in quanto il suo reddito era inferiore a quello richiesto per la nomina a senatore per censo.

## Il contributo all'espansione coloniale
Dopo l'apertura del canale di Suez, nel 1869 il governo italiano, ormai avviato verso l'espansione coloniale, aveva acquistato attraverso l'opera del missionario-esploratore Giuseppe Sapeto la Baia di Assab in Eritrea. Tuttavia, i presidenti del consiglio Luigi Federico Menabrea e Giovanni Lanza, timorosi delle reazioni delle altre potenze coloniali, chiesero a Rubattino di intestarsi la baia con il pretesto di farci una base per il rifornimento di carbone. L'armatore genovese, dal canto suo, non poteva sottrarsi alla richiesta, in quanto obbligato verso lo stato che lo stava salvando dal fallimento.
Di fatto il contratto di acquisto della Baia di Assab si risolse in un nulla, in quanto l'area fu quasi subito rioccupata dall'Egitto.
Nel 1879 Rubattino fece pubblicare a Sapeto un nuovo libro che facesse tornare l'attenzione su Assab. La Gran Bretagna avvertì, tuttavia, che avrebbero potuto esserci reazioni egiziane; perciò il governo italiano chiese ancora una volta a Rubattino di fare da prestanome. L'espediente si rivelò inutile, dal momento che la formazione del corpo di spedizione della Regia Marina nel porto di Napoli era palese. In ogni modo il 25 dicembre 1879 le truppe italiane occuparono definitivamente la Baia di Assab.
Nel 1880 Rubattino comprò, sempre per conto del governo italiano, la ferrovia Tunisi-La Goletta da una compagnia inglese. La mossa maldestra rivelò le intenzioni italiane di estendere la propria influenza coloniale sulla Tunisia. La Francia reagì, considerando l'acquisto italiano un'"aggressione" nei propri confronti, e conseguentemente attuò una propria politica tunisina, che sfociò nel Trattato del Bardo del 1881.

## Riconoscimenti
- Gli è stata dedicata una statua in bronzo in piazza Caricamento, accanto a Palazzo San Giorgio. La statua è opera dello scultore Augusto Rivalta che la realizzò nel 1889.
- Sempre nel suo nome, nel 1894 fu fondata a Genova la Società Ginnastica Raffaele Rubattino.
- Gli è stata intitolata una nave della flotta Tirrenia, la Raffaele Rubattino, varata nel 2000 e in servizio stabile sulla rotta Napoli - Palermo.